# Kravany (district de Trebišov)
Kravany est un village de Slovaquie situé dans la région de Košice.

## Histoire
Première mention écrite du village en 1339.

## Démographie

### Évolution de la population
| Année:               | 1994. | 2004.   | 2014.   | 2024.   |
| -------------------- | ----- | ------- | ------- | ------- |
| Nombre de personnes: | 334   | 337     | 351     | 362     |
| Différence:          |       | +0,89 % | +4,15 % | +3,13 % |

| Année:               | 2023. | 2024.   |
| -------------------- | ----- | ------- |
| Nombre de personnes: | 369   | 362     |
| Différence:          |       | -1,89 % |